# Черето Алпи (Ређо Емилија)
Черето Алпи је насеље у Италији у округу Ређо Емилија, региону Емилија-Ромања.
Према процени из 2011. у насељу је живело 120 становника. Насеље се налази на надморској висини од 907 м.